# Teucrium jolyi
Teucrium jolyi là một loài thực vật có hoa trong họ Hoa môi. Loài này được Mathez & Sauvage miêu tả khoa học đầu tiên năm 1975.